# Liquid Entertainment
Liquid Entertainment fue una empresa desarrolladora de videojuegos americana con sede en Pasadena, California. Fue cofundada en marzo del 1999 por Ed del Castillo y Mike Grayford.

## Historia
Ed del Castillo y Mike Grayford, antes de fundar Liquid Entertainment, habían trabajado en otras empresas. Del Castillo es conocido por ser el productor de la saga Command & Conquer; y Mike Grayford por la programación en juegos como Legend of Kyrandia: Hand of Fate o Legend of Kyrandia: Malcom's Revenge, entre otros.
Su primer juego fue en 2001 Battle Realms para PC, producido y publicado por Ubisoft. Al año siguiente, sacaron la expansión del anterior juego Battle Realms: Winter of the Wolf. En 2003, Sierra Entertainment publica The Lord of the Rings: War of the Ring para PC, un videojuego desarrollado por Liquid Entertainment. En 2005, desarrollaron un videojuego basado en el juego de rol Dungeons & Dragons. Titulado Dungeons & Dragons: Dragonshard estaba concebido para ser jugado en PC. Fue publicado por Atari. En 2006, desarrollaron el videojuego de la serie Desperate Housewives.
En 2008, desarrollaron Rise of the Argonauts, que fue publicado por Codemasters en diciembre del mismo año para las videoconsolas xbox 360 y PlayStation 3, además del PC.

## Juegos desarrollados[1]
Fecha del lanzamiento en América
- Battle Realms (21 de noviembre de 2001) (PC)
- Battle Realms: Winter of the Wolf (11 de noviembre de 2002) (PC)
- The Lord of the Rings: War of the Ring (8 de noviembre de 2003) (PC)
- Dungeons & Dragons: Dragonshard (21 de septiembre de 2005) (PC)
- Desperate Housewives: The Game (octubre de 2006) (PC)
- Rise of the Argonauts (noviembre de 2008) (PC, Xbox360 y PS3)